# Lugu (Simeulue Timur)
Lugu is een bestuurslaag in het regentschap Simeulue van de provincie Atjeh, Indonesië. Lugu telt 781 inwoners (volkstelling 2010).